# Богоявленська церква (Суздаль)
Богоявленська церква (Суздаль) — пам'ятка архітектури кінця 18 століття в місті Суздаль.

## Виробництво цегли в Суздалі
Невелике місто Суздаль виділялось поміж поселень навколо Москви і Володимира наявністю цегельних майстерень. Глину брали на берегах місцевої річки Каменки. Неподалік заснували слободу і випалювальні печі. Найдавніша з печей по випалу цегли в Суздалі, розкопана археологами, датована 12 століттям (можливо, виробництво засноване в 11 столітті). Це обумовило відносно велику кількість цегляних споруд в Суздалі, створених в період 16-18 століть і добре зберігшихся до нашого часу.(В сусідньому Володимирі, на відміну від Суздаля, для будівництва якийсь час використовували тесані кам'яні брили, незважаючи на їх дорогу ціну і необхідність мати відповідних майстрів. З тесаного каменю в Володимирі побудовані в 12 столітті і Успенський собор (Володимир), і уславлена церква Покрова на Нерлі.)

## Розташування і опис

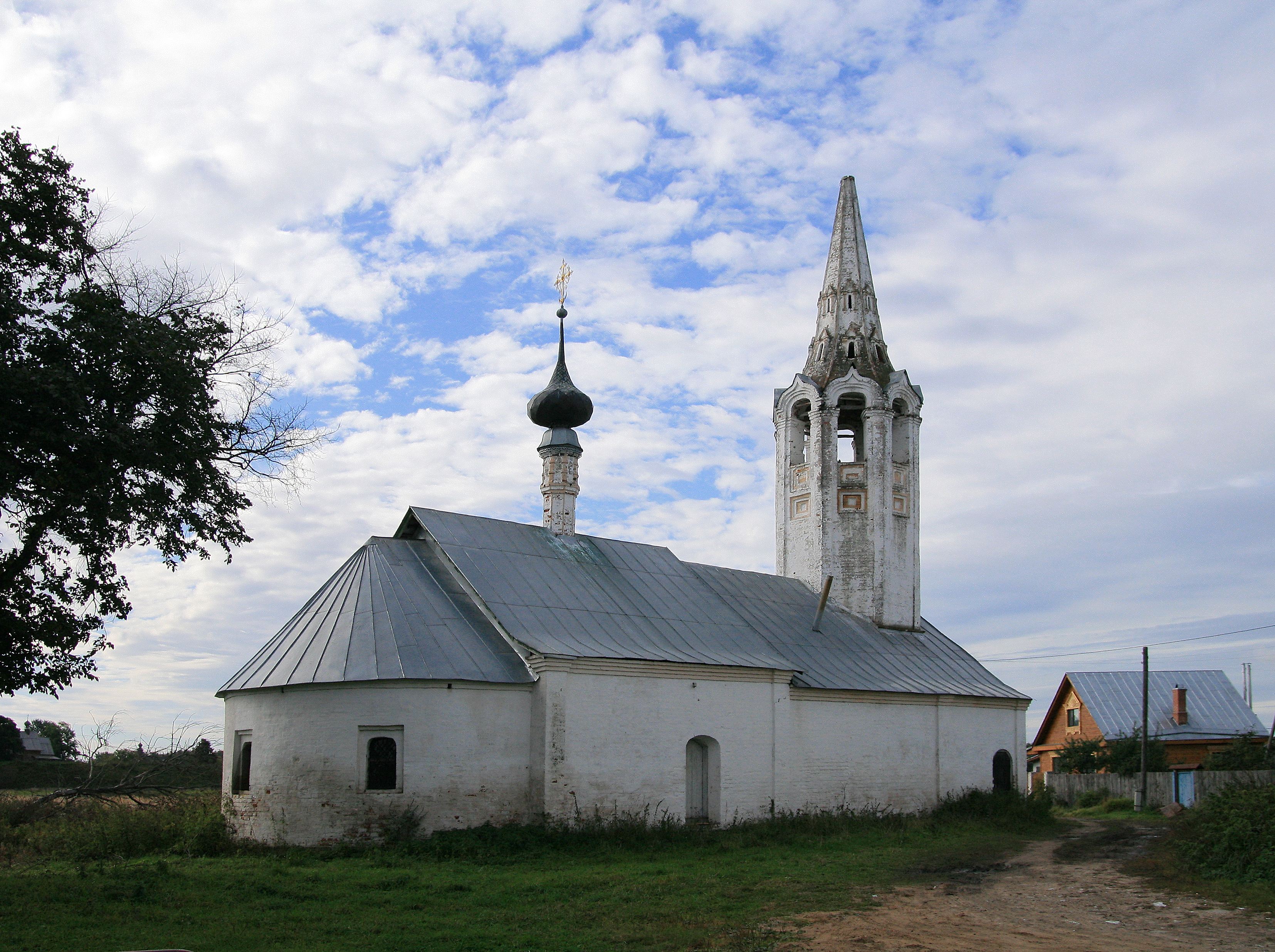

Богоявленська церква розташована в низовині на березі річки Каменки. Поряд стоїть маловиразна церква Різдва Івана Предтечі, побудована в 1703—1739 роках в провінційних формах так званих клетських храмів. На відміну від неї — Богоявленська в два яруси з фігурним бароковим дахом. Кути спруди прикрашають два ряди русту. В декорі стін — віконні отвори з кам'яними наличниками у вигляді тонких напівколонок і кокошників, притаманних сакральним спорудам 17 століття. До головного, кубічного об'єму Богоявленської церкви прибудовані абсида і паперть. Церква вибудувана з цегли і густо пофарбована вапном. На білому тли споруди добре виглядають руст і простий карниз споруди, свідки нових впливів стилістики бароко, притаманні столичним зразкам як сакральної, так і цивільної архтектури.

## Галерея

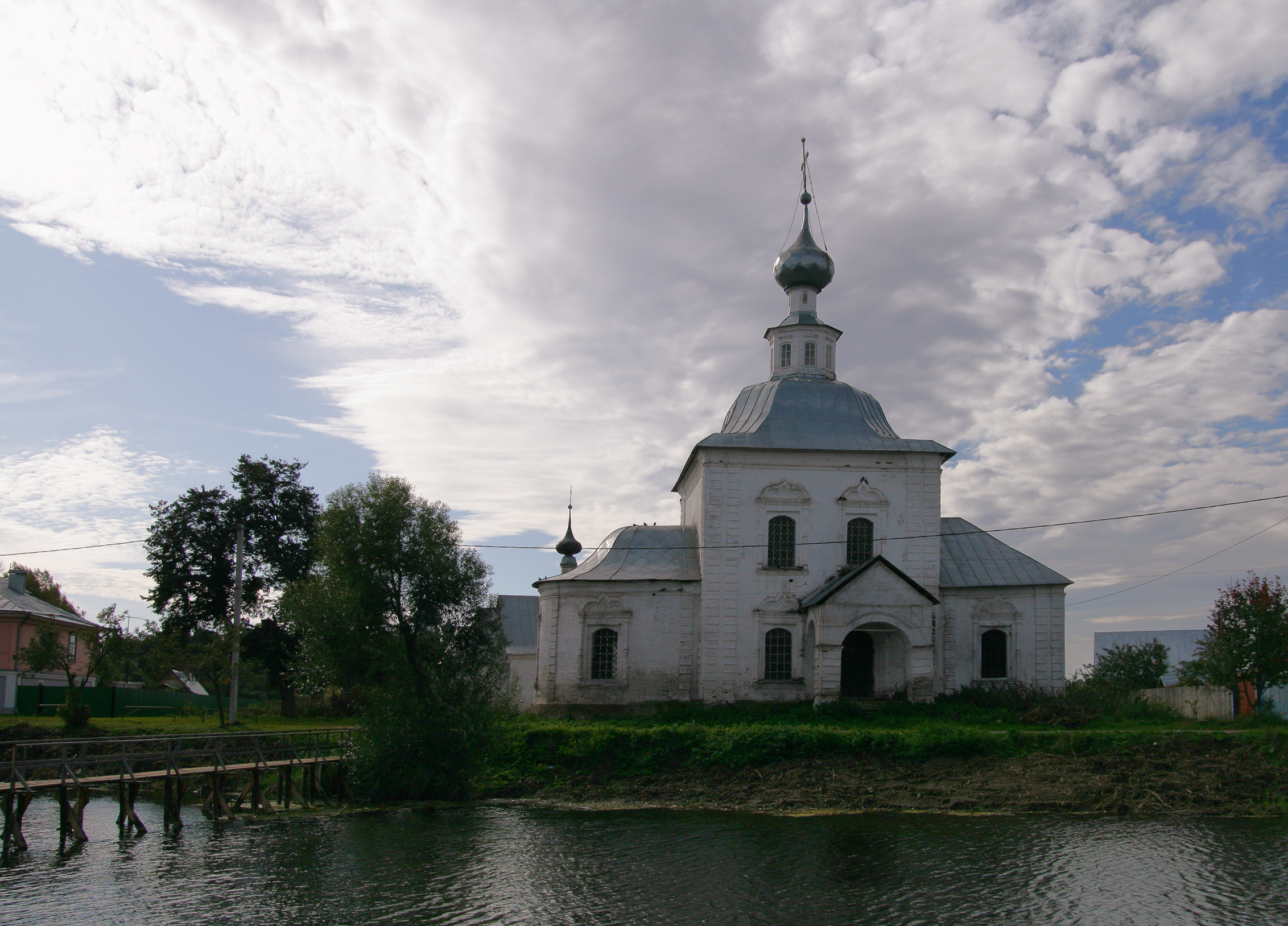
Богоявленська церква від річки Каменки.
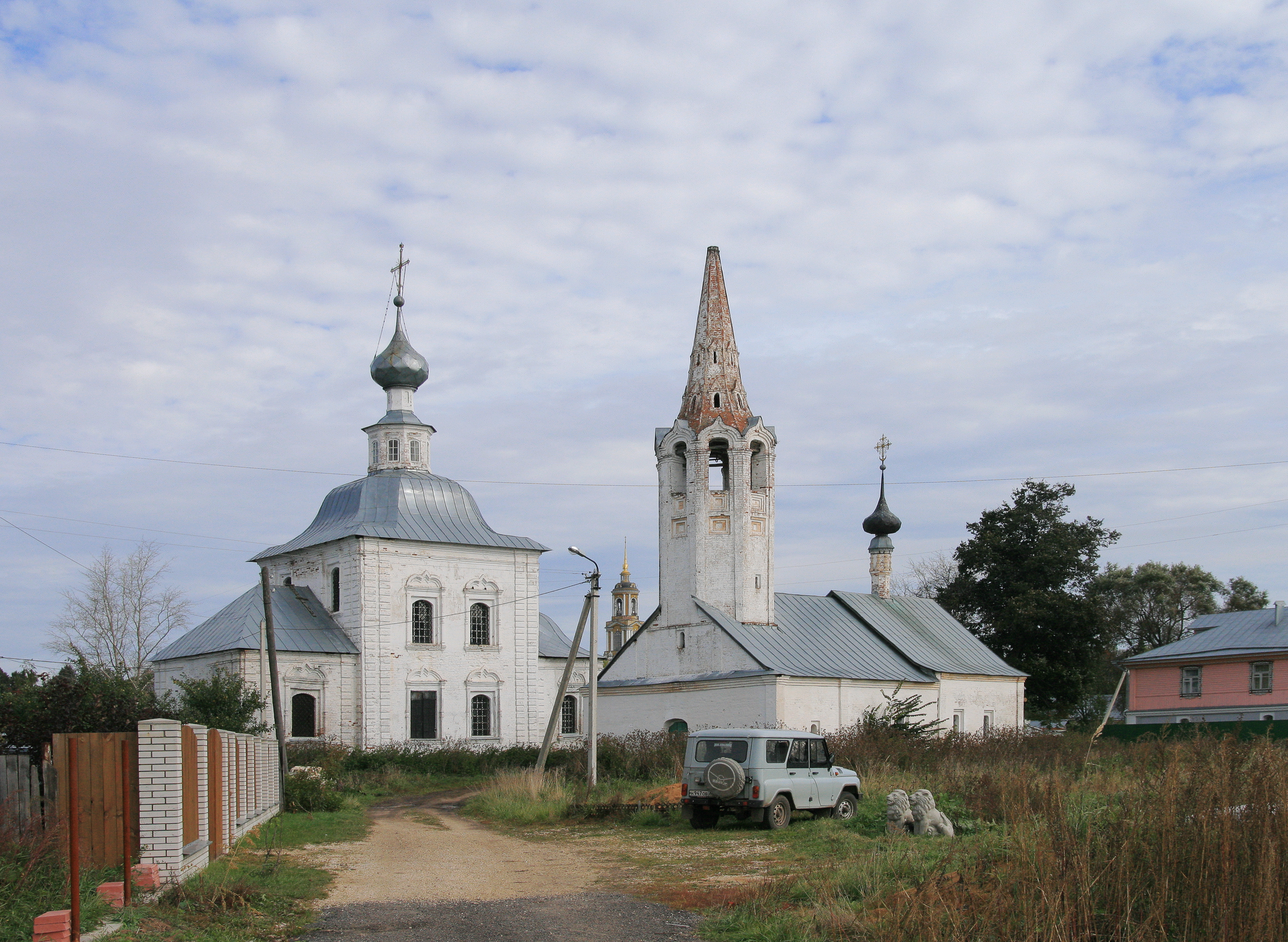
Історичний ансамбль двох церков.